# Godfried Aduobe
Godfried Aduobe (ur. 29 października 1975 w Akrze) – ghański piłkarz występujący na pozycji pomocnika.

## Kariera klubowa
Aduobe jako junior grał w klubie Powerlines Accra. W 1993 roku trafił do włoskiego Torino FC, jednak nie rozegrał tam żadnego spotkania. W tym samym roku odszedł do szwajcarskiego BSC Old Boys, grającego w Nationallidze B i spędził tam sezon 1993/1994. W 1994 roku przeszedł do BSC Young Boys z Nationalligi A. Zadebiutował w niej 27 lipca 1994 w zremisowanym 1:1 meczu z Grasshopper Club Zürich, a 17 września 1994 w wygranym 1:0 pojedynku z FC Basel zdobył swojego premierowego gola w rozgrywkach ligowych.
W 1996 roku odszedł do niemieckiego SpVgg Greuther Fürth z Regionalligi Süd. W sezonie 1996/1997 awansował z nim do 2. Bundesligi, w której grał w sezonie 1997/1998. W 1998 roku został graczem zespołu SSV Reutlingen 05, z którym w sezonie 1999/2000 wywalczył awans z Regionalligi Süd do 2. Bundesligi. Zawodnikiem Reutlingen pozostał do 2002 roku.
Następnie przeszedł do Hansy Rostock grającej w Bundeslidze. W tych rozgrywkach zadebiutował 14 sierpnia 2002 w wygranym 2:0 pojedynku z TSV 1860 Monachium. 17 maja 2003 w wygranym 3:0 spotkaniu z Arminią Bielefeld strzelił zaś pierwszego gola w Bundeslidze. W Hansie spędził 2,5 roku.
W styczniu 2005 roku odszedł do drugoligowego Karlsruher SC. Pierwszy ligowy mecz rozegrał tam 6 lutego 2005 przeciwko Alemannii Aachen (0:1). W sezonie 2006/2007 awansował z klubem do Bundesligi, jednak po dwóch sezonach spadł z nim z powrotem do 2. Bundesligi. Karierę zakończył w 2011 roku.

## Kariera reprezentacyjna
W reprezentacji Ghany Aduobe zadebiutował 13 czerwca 2003 w przegranym 1:3 towarzyskim meczu z Kenią. W drużynie narodowej zagrał dwa razy.